# Hamo the Steward
No confundir con Hamo Dapifer
Hamo the Steward, Sheriff de Kent, fue una persona destacada durante el siglo XI en la conquista normanda de Inglaterra.
Tenía extensas posesiones de tierras en Essex, Kent y Surrey. Fue juez en Penenden en un caso entre Lanfranc y Odón de Bayeux en 1071 y él mismo fue demandado en 1076, cuando actuaba como agente del rey y con licencia real, en busca de tierras para Odón de Bayeux, hermano del rey Guillermo I de Inglaterra.